# Nagrada za najkorisnijeg igrača u Super Bowlu
Nagrada za najkorisnijeg igrača u Super Bowlu (Super Bowl MVP) je nagrada koja se svake godine dodjeljuje najkorisnijem igraču Super Bowla, završne utakmice sezone NFL-a. Nagrada se dodjeljuje nakon glasovanja 16 sportskih novinara i televizijskih i radijskih reportera, te od 2001. godine  i gledatelja utakmice.
Prvi put je dodijeljena na prvoj završnoj utakmici, Super Bowlu I 1968. godine , a prvi osvajač je bio quarterback Green Bay Packersa Bart Starr. Najviše osvojenih nagrada ima Tom Brady, quarterback New England Patriotsa - 4. Trenutni osvajač nagrade, za Super Bowl LIV, je quarterback Kansas City Chiefsa Patrick Mahomes.

### Osvajači nagrade od 2002. godine
| Sezona | Super Bowl         | Igrač           | Momčad               | Pozicija      |
| ------ | ------------------ | --------------- | -------------------- | ------------- |
| 2002.  | Super Bowl XXXVI   | Tom Brady       | New England Patriots | quarterback   |
| 2003.  | Super Bowl XXXVII  | Dexter Jackson  | Tampa Bay Buccaneers | safety        |
| 2004.  | Super Bowl XXXVIII | Tom Brady       | New England Patriots | quarterback   |
| 2005.  | Super Bowl XXXIX   | Deion Branch    | New England Patriots | wide receiver |
| 2006.  | Super Bowl XL      | Hines Ward      | Pittsburgh Steelers  | wide receiver |
| 2007.  | Super Bowl XLI     | Peyton Manning  | Indianapolis Colts   | quarterback   |
| 2008.  | Super Bowl XLII    | Eli Manning     | New York Giants      | quarterback   |
| 2009.  | Super Bowl XLIII   | Santonio Holmes | Pittsburgh Steelers  | wide receiver |
| 2010.  | Super Bowl XLIV    | Drew Brees      | New Orleans Saints   | quarterback   |
| 2011.  | Super Bowl XLV     | Aaron Rodgers   | Green Bay Packers    | quarterback   |
| 2012.  | Super Bowl XLVI    | Eli Manning     | New York Giants      | quarterback   |
| 2013.  | Super Bowl XLVII   | Joe Flacco      | Baltimore Ravens     | quarterback   |
| 2014.  | Super Bowl XLVIII  | Malcolm Smith   | Seattle Seahawks     | linebacker    |
| 2015.  | Super Bowl XLIX    | Tom Brady       | New England Patriots | quarterback   |
| 2016.  | Super Bowl 50      | Von Miller      | Denver Broncos       | linebacker    |
| 2017.  | Super Bowl LI      | Tom Brady       | New England Patriots | quarterback   |
| 2018.  | Super Bowl LII     | Nick Foles      | Philadelphia Eagles  | quarterback   |
| 2019.  | Super Bowl LIII    | Julian Edelman  | New England Patriots | wide receiver |
| 2020.  | Super Bowl LIV     | Patrick Mahomes | Kansas City Chiefs   | quarterback   |